# Live in New York City
Live in New York City — второй концертный альбом Джона Леннона, вышедший в 1986 году.

## Об альбоме
Live in New York City записан в Мэдисон Сквер Гарден (Нью-Йорк) в 1972 году. Это единственное выступление Леннона за всю его сольную карьеру, полностью записанное на плёнку.

## Список композиций
Автор всех песен — Джон Леннон, кроме особо отмеченных.
1. «New York City» — 3:38
2. «It’s So Hard» — 3:18
3. «Woman is the Nigger of the World» (Джон Леннон/Йоко Оно) — 5:30
4. «Well Well Well» — 3:51
5. «Instant Karma! (We All Shine On)» — 3:26
6. «Mother» — 5:32
7. «Come Together» — 4:21
8. «Imagine» — 3:17
9. «Cold Turkey» — 5:29
10. «Hound Dog» (Джерри Либер/Майк Столлер) — 2:58
11. «Give Peace a Chance» — 1:10

### Видеоверсия
1. «Power to the People»
2. «New York City»
3. «It's So Hard»
4. «Woman Is the Nigger of the World»
5. «Sisters, O Sisters»
6. «Well Well Well»
7. «Instant Karma!»
8. «Mother»
9. «Born in a Prison»
10. «Come Together»
11. «Imagine»
12. «Cold Turkey»
13. «Hound Dog»
14. «Give Peace a Chance»